# Pays des Marches d'Yvelines
L'association du Pays des Marches d'Yvelines se propose de promouvoir le tourisme rural dans les départements des Yvelines et d'Eure-et-Loir.
Cette association a été créée en 1996 et a son siège à Houdan dans la Maison du Pays houdanais située au numéro 4 de la place de la Tour.

## Les communes adhérentes
53 communes participent à l'association à ce jour :
- 48 dans les Yvelines : Adainville, Bazainville, Boinville-en-Mantois, Boinvilliers, Boissets, Boissy-Mauvoisin, Bourdonné, Bréval, Chaufour-lès-Bonnières, Civry-la-Forêt, Condé-sur-Vesgre, Courgent, Cravent, Dammartin-en-Serve, Dannemarie, Épône, Favrieux, Flins-Neuve-Église, Goussonville, Grandchamp, Gressey, Grosrouvre, Hargeville, Houdan, Longnes, Lommoye, Maulette, Ménerville, Méré, Mondreville, Montainville, Montchauvet, Montfort-l'Amaury, Mulcent, Neauphlette, Orvilliers, Osmoy, Prunay-le-Temple, Richebourg, Saint-Illiers-le-Bois, Saint-Illiers-la-Ville, Saint-Martin-des-Champs, Septeuil, Tacoignières, Le Tertre-Saint-Denis, Tilly, Vert et La Villeneuve-en-Chevrie
- 5 en Eure-et-Loir: Boutigny-Prouais, Champagne, Havelu, Goussainville et Saint-Lubin-de-la-Haye.

## Buts et programmes
L'association propose la découverte de la campagne située dans l'ouest du département des Yvelines et l'est de celui d'Eure-et-Loir, ses paysages, ses activités, son patrimoine et ses villages de caractère. Elle offre sentiers et itinéraires pour explorer ce territoire à pied, à vélo ou à cheval.
Elle présente l'important patrimoine de châteaux, d'églises, de moulins, de lavoirs, de fermes, voire de puits de la région ainsi que ses artisans d'art ou ses producteurs fermiers.
En plus des promenades pédestres, le sport n'est pas oublié avec golf, tennis, tir ou pêche.
Restauration et hébergement sont l'objet d'adresses de restaurants, hôtels, gîtes, chambres d'hôtes et campings.